# Établissement rural de Touloma
L'établissement rural de Touloma (en russe : Сельское поселение Тулома) est une entité municipale de Russie formée en 2005, du raïon de Kola dans l'oblast de Mourmansk. Son siège administratif est la localité de Touloma.

## Géographie
L'établissement rural se situe dans le raïon de Kola, un des raïons de l'oblast de Mourmansk. Le raïon et l'oblast se trouvent dans le nord européen de la Russie.

## Politique administration
La municipalité est un établissement rural, qui a été créé en 2005. Elle possède sa propre douma et un chef de l'administration.

## Population
Recensements (*) et estimations de la population,:
| 2010* | 2021* | 2023  | - |
| ----- | ----- | ----- | - |
| 2 052 | 1 793 | 1 759 | - |

## Localités
| Localité    | Statut       | Population 2010 | Population 2021 |
| ----------- | ------------ | --------------- | --------------- |
| Nial        | village-gare | 7               |                 |
| Pentinskoïe | village-gare | 54              |                 |
| Touloma     | village      | 1991            | 1771            |